# Плотниковский
Пло́тниковский — посёлок в Крапивинском районе Кемеровской области. Входит в состав Зеленовского сельского поселения.

## География
Центральная часть населённого пункта расположена на высоте 204 метров над уровнем моря.

## Население
По данным Всероссийской переписи населения 2010 года, в посёлке Плотниковский проживает 351 человек (168 мужчин, 183 женщины).